# Temporada 1968 de Fórmula 1
La temporada 1968 de Fórmula 1 fue la 19.ª del Campeonato Mundial de Fórmula 1 de la FIA. Se disputó entre el 1 de enero y el 3 de noviembre. El campeonato consistió en 12 carreras.
Graham Hill ganó su segundo y último Campeonato de Pilotos. Lotus ganó el tercero de sus siete Campeonatos de Constructores.

## Escuderías y pilotos
| Escudería                             | Chasis  | Chasis                  | Motor                                                         | Neu. | Pilotos              | Rondas        |
| ------------------------------------- | ------- | ----------------------- | ------------------------------------------------------------- | ---- | -------------------- | ------------- |
| Bruce McLaren Motor Racing            | McLaren | M5A                     | BRM P101 3.0 V12                                              | G    | Denny Hulme          | 1             |
| Bruce McLaren Motor Racing            | McLaren | M7A                     | Ford Cosworth DFV 3.0 V8                                      | G    | Denny Hulme          | 2-12          |
| Bruce McLaren Motor Racing            | McLaren | M7A                     | Ford Cosworth DFV 3.0 V8                                      | G    | Bruce McLaren        | 2-12          |
| Brabham Racing Organisation           | Brabham | BT24 BT26               | Repco 740 3.0 V8 Repco 860 3.0 V8                             | G    | Jack Brabham         | Todas         |
| Brabham Racing Organisation           | Brabham | BT24 BT26               | Repco 740 3.0 V8 Repco 860 3.0 V8                             | G    | Jochen Rindt         | Todas         |
| Brabham Racing Organisation           | Brabham | BT24 BT26               | Repco 740 3.0 V8 Repco 860 3.0 V8                             | G    | Dan Gurney           | 5             |
| Team Lotus Gold Leaf Team Lotus       | Lotus   | 49 49B                  | Ford Cosworth DFV 3.0 V8                                      | F    | Jim Clark            | 1             |
| Team Lotus Gold Leaf Team Lotus       | Lotus   | 49 49B                  | Ford Cosworth DFV 3.0 V8                                      | F    | Graham Hill          | Todas         |
| Team Lotus Gold Leaf Team Lotus       | Lotus   | 49 49B                  | Ford Cosworth DFV 3.0 V8                                      | F    | Jackie Oliver        | 3-12          |
| Team Lotus Gold Leaf Team Lotus       | Lotus   | 49 49B                  | Ford Cosworth DFV 3.0 V8                                      | F    | Mario Andretti       | 9, 11         |
| Team Lotus Gold Leaf Team Lotus       | Lotus   | 49 49B                  | Ford Cosworth DFV 3.0 V8                                      | F    | Bill Brack           | 10            |
| Team Lotus Gold Leaf Team Lotus       | Lotus   | 49 49B                  | Ford Cosworth DFV 3.0 V8                                      | F    | Moisés Solana        | 12            |
| Anglo American Racers                 | Eagle   | T1G                     | Weslake 58 3.0 V12                                            | G    | Dan Gurney           | 1, 3, 7-9     |
| Anglo American Racers                 | McLaren | M7A                     | Ford Cosworth DFV 3.0 V8                                      | G    | Dan Gurney           | 10-12         |
| Honda Racing                          | Honda   | RA300 RA301 RA302       | Honda RA273E 3.0 V12 Honda RA301E 3.0 V12 Honda RA302E 3.0 V8 | F    | John Surtees         | Todas         |
| Honda Racing                          | Honda   | RA300 RA301 RA302       | Honda RA273E 3.0 V12 Honda RA301E 3.0 V12 Honda RA302E 3.0 V8 | F    | Jo Schlesser         | 6             |
| Honda Racing                          | Honda   | RA300 RA301 RA302       | Honda RA273E 3.0 V12 Honda RA301E 3.0 V12 Honda RA302E 3.0 V8 | F    | David Hobbs          | 9             |
| Scuderia Ferrari SpA SEFAC            | Ferrari | 312/67 312/67/68 312/68 | Ferrari 242 3.0 V12 Ferrari 242C 3.0 V12                      | F    | Chris Amon           | 1-2, 4-12     |
| Scuderia Ferrari SpA SEFAC            | Ferrari | 312/67 312/67/68 312/68 | Ferrari 242 3.0 V12 Ferrari 242C 3.0 V12                      | F    | Jacky Ickx           | 1-2, 4-10, 12 |
| Scuderia Ferrari SpA SEFAC            | Ferrari | 312/67 312/67/68 312/68 | Ferrari 242 3.0 V12 Ferrari 242C 3.0 V12                      | F    | Andrea de Adamich    | 1             |
| Scuderia Ferrari SpA SEFAC            | Ferrari | 312/67 312/67/68 312/68 | Ferrari 242 3.0 V12 Ferrari 242C 3.0 V12                      | F    | Derek Bell           | 9, 11         |
| Owen Racing Organisation              | BRM     | P126 P115 P133 P138     | BRM P101 3.0 V12 BRM P75 3.0 H16                              | G    | Pedro Rodríguez      | Todas         |
| Owen Racing Organisation              | BRM     | P126 P115 P133 P138     | BRM P101 3.0 V12 BRM P75 3.0 H16                              | G    | Mike Spence          | 1             |
| Owen Racing Organisation              | BRM     | P126 P115 P133 P138     | BRM P101 3.0 V12 BRM P75 3.0 H16                              | G    | Richard Attwood      | 3-8           |
| Owen Racing Organisation              | BRM     | P126 P115 P133 P138     | BRM P101 3.0 V12 BRM P75 3.0 H16                              | G    | Bobby Unser          | 9, 11         |
| Cooper Car Company                    | Cooper  | T81B T86                | Maserati 10/F1 3.0 V12                                        | F    | Brian Redman         | 1             |
| Cooper Car Company                    | Cooper  | T81B T86                | Maserati 10/F1 3.0 V12                                        | F    | Ludovico Scarfiotti  | 1             |
| Cooper Car Company                    | Cooper  | T86B                    | BRM P101 3.0 V12                                              | F    | Brian Redman         | 2, 4          |
| Cooper Car Company                    | Cooper  | T86B                    | BRM P101 3.0 V12                                              | F    | Ludovico Scarfiotti  | 2-3           |
| Cooper Car Company                    | Cooper  | T86B                    | BRM P101 3.0 V12                                              | F    | Lucien Bianchi       | 3-5, 8, 10-12 |
| Cooper Car Company                    | Cooper  | T86B                    | BRM P101 3.0 V12                                              | F    | Vic Elford           | 6-12          |
| Cooper Car Company                    | Cooper  | T86B                    | BRM P101 3.0 V12                                              | F    | Johnny Servoz-Gavin  | 6             |
| Cooper Car Company                    | Cooper  | T86B                    | BRM P101 3.0 V12                                              | F    | Robin Widdows        | 7             |
| Matra International                   | Matra   | MS9 MS10                | Ford Cosworth DFV 3.0 V8                                      | D    | Jackie Stewart       | 1, 4-12       |
| Matra International                   | Matra   | MS9 MS10                | Ford Cosworth DFV 3.0 V8                                      | D    | Johnny Servoz-Gavin  | 3, 9-10, 12   |
| Matra International                   | Matra   | MS9 MS10                | Ford Cosworth DFV 3.0 V8                                      | D    | Jean-Pierre Beltoise | 2             |
| Matra Sports                          | Matra   | MS7                     | Ford Cosworth FVA 1.6 L4                                      | D    | Jean-Pierre Beltoise | 1             |
| Matra Sports                          | Matra   | MS11                    | Matra MS9 3.0 V12                                             | D    | Jean-Pierre Beltoise | 3-12          |
| Matra Sports                          | Matra   | MS11                    | Matra MS9 3.0 V12                                             | D    | Henri Pescarolo      | 10-12         |
| Team Gunston                          | Brabham | BT20                    | Repco 620 3.0 V8                                              | F    | John Love            | 1             |
| Team Gunston                          | LDS     | Mk 3                    | Repco 620 3.0 V8                                              | F    | Sam Tingle           | 1             |
| Rob Walker/Jack Durlacher Racing Team | Cooper  | T81                     | Maserati 9/F1 3.0 V12                                         | F    | Jo Siffert           | 1             |
| Rob Walker/Jack Durlacher Racing Team | Lotus   | 49 49B                  | Ford Cosworth DFV 3.0 V8                                      | F    | Jo Siffert           | 2-12          |
| Joakim Bonnier Racing Team            | Cooper  | T81                     | Maserati 9/F1 3.0 V12                                         | F G  | Joakim Bonnier       | 1             |
| Joakim Bonnier Racing Team            | McLaren | M5A                     | BRM P101 3.0 V12                                              | F G  | Joakim Bonnier       | 3-5, 7, 9-11  |
| Joakim Bonnier Racing Team            | Honda   | RA301                   | Honda RA301E 3.0 V12                                          | F G  | Joakim Bonnier       | 12            |
| Scuderia Scribante                    | Brabham | BT11                    | Repco 620 3.0 V8                                              | F    | Dave Charlton        | 1             |
| Team Pretoria                         | Brabham | BT11                    | Climax FPF 2.8 L4                                             | F    | Jackie Pretorius     | 1             |
| John Love                             | Cooper  | T79                     | Climax FPF 2.8 L4                                             | F    | Basil van Rooyen     | 1             |
| Reg Parnell Racing                    | BRM     | P126                    | BRM P101 3.0 V12                                              | G    | Piers Courage        | 2-12          |
| Charles Vögele Racing                 | Brabham | BT20                    | Repco 620 3.0 V8                                              | G    | Silvio Moser         | 3, 5, 7-9     |
| Caltex Racing Team                    | Brabham | BT24                    | Repco 740 3.0 V8                                              | D    | Kurt Ahrens, Jr.     | 8             |
| Bayerische Motoren Werke AG           | Lola    | T102                    | BMW M12/1 1.6 L4                                              | D    | Hubert Hahne         | 8             |
| Bernard White Racing                  | BRM     | P261                    | BRM P101 3.0 V12                                              | G    | Frank Gardner        | 9             |
| Castrol Oils Ltd                      | Eagle   | T1F                     | Climax FPF 2.8 L4                                             | G    | Al Pease             | 10            |

## Resultados
| Carrera                           | Fecha            | Circuito               | Piloto ganador | Constructor ganador | Resultados |
| --------------------------------- | ---------------- | ---------------------- | -------------- | ------------------- | ---------- |
| Gran Premio de Sudáfrica          | 1 de enero       | Kyalami                | Jim Clark      | Lotus-Ford          | Resultados |
| Gran Premio de España             | 12 de mayo       | Jarama                 | Graham Hill    | Lotus-Ford          | Resultados |
| Gran Premio de Mónaco             | 26 de mayo       | Mónaco                 | Graham Hill    | Lotus-Ford          | Resultados |
| Gran Premio de Bélgica            | 9 de junio       | Spa-Francorchamps      | Bruce McLaren  | McLaren-Ford        | Resultados |
| Gran Premio de los Países Bajos   | 23 de junio      | Zandvoort              | Jackie Stewart | Matra-Ford          | Resultados |
| Gran Premio de Francia            | 7 de julio       | Rouen-Les-Essarts      | Jacky Ickx     | Ferrari             | Resultados |
| Gran Premio de Gran Bretaña       | 20 de julio      | Brands Hatch           | Jo Siffert     | Lotus-Ford          | Resultados |
| Gran Premio de Alemania           | 4 de agosto      | Nürburgring            | Jackie Stewart | Matra-Ford          | Resultados |
| Gran Premio de Italia             | 8 de septiembre  | Monza                  | Denny Hulme    | McLaren-Ford        | Resultados |
| Gran Premio de Canadá             | 22 de septiembre | Circuit Mont-Tremblant | Denny Hulme    | McLaren-Ford        | Resultados |
| Gran Premio de los Estados Unidos | 6 de octubre     | Watkins Glen           | Jackie Stewart | Matra-Ford          | Resultados |
| Gran Premio de México             | 3 de noviembre   | Hermanos Rodríguez     | Graham Hill    | Lotus-Ford          | Resultados |

## Clasificaciones

### Sistema de puntuación
- Puntuaban los seis primeros de cada carrera.
- Para el campeonato de pilotos solo se contabilizaban los cinco mejores resultados obtenidos por cada competidor.
- Para el campeonato de constructores, sumaba el mejor clasificado, aunque sea equipo privado.

| Posición | 1.º | 2.º | 3.º | 4.º | 5.º | 6.º |
| Puntos   | 9   | 6   | 4   | 3   | 2   | 1   |

### Campeonato de Pilotos
| Pos. | Piloto               | RSA | ESP | MON | BEL | NED | FRA | GBR | GER | ITA | CAN | USA | MEX | Puntos |
| ---- | -------------------- | --- | --- | --- | --- | --- | --- | --- | --- | --- | --- | --- | --- | ------ |
| 1    | Graham Hill          | 2   | 1   | 1   | Ret | 9   | Ret | Ret | 2   | Ret | 4   | 2   | 1   | 48     |
| 2    | Jackie Stewart       | Ret |     |     | 4   | 1   | 3   | 6   | 1   | Ret | 6   | 1   | 7   | 36     |
| 3    | Denny Hulme          | 5   | 2   | 5   | Ret | Ret | 5   | 4   | 7   | 1   | 1   | Ret | Ret | 33     |
| 4    | Jacky Ickx           | Ret | Ret |     | 3   | 4   | 1   | 3   | 4   | 3   | DNS |     | Ret | 27     |
| 5    | Bruce McLaren        |     | Ret | Ret | 1   | Ret | 8   | 7   | 13  | Ret | 2   | 6   | 2   | 22     |
| 6    | Pedro Rodríguez      | Ret | Ret | Ret | 2   | 3   | NC  | Ret | 6   | Ret | 3   | Ret | 4   | 18     |
| 7    | Jo Siffert           | 7   | Ret | Ret | 7   | Ret | 11  | 1   | Ret | Ret | Ret | 5   | 6   | 12     |
| 8    | John Surtees         | 8   | Ret | Ret | Ret | Ret | 2   | 5   | Ret | Ret | Ret | 3   | Ret | 12     |
| 9    | Jean-Pierre Beltoise | 6   | 5   | Ret | 8   | 2   | 9   | Ret | Ret | 5   | Ret | Ret | Ret | 11     |
| 10   | Chris Amon           | 4   | Ret |     | Ret | 6   | 10  | 2   | Ret | Ret | Ret | Ret | Ret | 10     |
| 11   | Jim Clark            | 1   |     |     |     |     |     |     |     |     |     |     |     | 9      |
| 12   | Jochen Rindt         | 3   | Ret | Ret | Ret | Ret | Ret | Ret | 3   | Ret | Ret | Ret | Ret | 8      |
| 13   | Richard Attwood      |     |     | 2   | Ret | 7   | 7   | Ret | 14  |     |     |     |     | 6      |
| 14   | Johnny Servoz-Gavin  |     |     | Ret |     |     | Ret |     |     | 2   | Ret |     | Ret | 6      |
| 15   | Jackie Oliver        |     |     | Ret | 5   | NC  | DNS | Ret | 11  | Ret | Ret | DNS | 3   | 6      |
| 16   | Ludovico Scarfiotti  | Ret | 4   | 4   |     |     |     |     |     |     |     |     |     | 6      |
| 17   | Lucien Bianchi       |     |     | 3   | 6   | Ret |     |     | Ret |     | NC  | NC  | Ret | 5      |
| 18   | Vic Elford           |     |     |     |     |     | 4   | Ret | Ret | Ret | 5   | Ret | 8   | 5      |
| 19   | Brian Redman         | Ret | 3   |     | Ret |     |     |     |     |     |     |     |     | 4      |
| 20   | Piers Courage        |     | Ret | Ret | Ret | Ret | 6   | 8   | 8   | 4   | Ret | Ret | Ret | 4      |
| 21   | Dan Gurney           | Ret |     | Ret |     | Ret |     | Ret | 9   | Ret | Ret | 4   | Ret | 3      |
| 22   | Jo Bonnier           | Ret |     | DNQ | Ret | 8   |     | Ret |     | 6   | Ret | NC  | 5   | 3      |
| 23   | Jack Brabham         | Ret | DNS | Ret | Ret | Ret | Ret | Ret | 5   | Ret | Ret | Ret | 10  | 2      |
| 24   | Silvio Moser         |     |     | DNQ |     | 5   |     | NC  | DNS | DNQ |     |     |     | 2      |
| NC   | Henri Pescarolo      |     |     |     |     |     |     |     |     |     | Ret | DNS | 9   | 0      |
| NC   | John Love            | 9   |     |     |     |     |     |     |     |     |     |     |     | 0      |
| NC   | Hubert Hahne         |     |     |     |     |     |     |     | 10  |     |     |     |     | 0      |
| NC   | Kurt Ahrens Jr.      |     |     |     |     |     |     |     | 12  |     |     |     |     | 0      |
| NC   | Jackie Pretorius     | NC  |     |     |     |     |     |     |     |     |     |     |     | 0      |
| NC   | Derek Bell           |     |     |     |     |     |     |     |     | Ret |     | Ret |     | 0      |
| NC   | Mario Andretti       |     |     |     |     |     |     |     |     | DNS |     | Ret |     | 0      |
| NC   | Bobby Unser          |     |     |     |     |     |     |     |     | DNS |     | Ret |     | 0      |
| NC   | Andrea de Adamich    | Ret |     |     |     |     |     |     |     |     |     |     |     | 0      |
| NC   | Dave Charlton        | Ret |     |     |     |     |     |     |     |     |     |     |     | 0      |
| NC   | Mike Spence          | Ret |     |     |     |     |     |     |     |     |     |     |     | 0      |
| NC   | Basil van Rooyen     | Ret |     |     |     |     |     |     |     |     |     |     |     | 0      |
| NC   | Sam Tingle           | Ret |     |     |     |     |     |     |     |     |     |     |     | 0      |
| NC   | Jo Schlesser         |     |     |     |     |     | Ret |     |     |     |     |     |     | 0      |
| NC   | Robin Widdows        |     |     |     |     |     |     | Ret |     |     |     |     |     | 0      |
| NC   | David Hobbs          |     |     |     |     |     |     |     |     | Ret |     |     |     | 0      |
| NC   | Bill Brack           |     |     |     |     |     |     |     |     |     | Ret |     |     | 0      |
| NC   | Moisés Solana        |     |     |     |     |     |     |     |     |     |     |     | Ret | 0      |
| NC   | Al Pease             |     |     |     |     |     |     |     |     |     | DNS |     |     | 0      |
| NC   | Frank Gardner        |     |     |     |     |     |     |     |     | DNQ |     |     |     | 0      |
| Pos. | Piloto               | RSA | ESP | MON | BEL | NED | FRA | GBR | GER | ITA | CAN | USA | MEX | Puntos |

| Color      | Resultado                          |
| ---------- | ---------------------------------- |
| Oro        | Ganador                            |
| Plata      | 2.º puesto                         |
| Bronce     | 3.er puesto                        |
| Verde      | Finalizó en los puntos             |
| Azul       | Finalizó sin puntos                |
| Azul       | NC - No clasificado                |
| Violeta    | Ret - No terminó                   |
| Rojo       | DNQ - No se clasificó              |
| Rojo       | DNPQ - No se preclasificó          |
| Negro      | DSQ - Descalificado                |
| Blanco     | DNS - No empezó                    |
| Blanco     | WD - Retirado                      |
| Blanco     | C - Carrera cancelada              |
| Azul claro | TD - Entrenamientos libres (2003-) |
| Sin color  | DNP - Inscrito, pero no participó  |
| Sin color  | INJ - Inscrito, pero lesionado     |
| Sin color  | EX - Excluido                      |

| Estado  | Resultado                                                                             |
| ------- | ------------------------------------------------------------------------------------- |
| Negrita | Pole position                                                                         |
| Cursiva | Vuelta rápida                                                                         |
| 1-8     | Posiciones puntuables de clasificación sprint (2021-)                                 |
| †       | No acabó el Gran Premio, pero fue clasificado ya que completó el porcentaje necesario |
| ‡       | Monoplaza compartido                                                                  |
| ~       | Se otorgó la mitad de puntos ya que no se cumplió con el 75% de la carrera            |
| ≠       | No obtuvo puntos ya que era piloto invitado                                           |
| F2      | Inscrito para carrera de Fórmula 2, no sumaba puntos                                  |

### Estadísticas del Campeonato de Pilotos
| Pos. | Piloto               | N.º | País          | Puntos | Victorias | Poles |
| ---- | -------------------- | --- | ------------- | ------ | --------- | ----- |
| 1    | Graham Hill          | 10  | Reino Unido   | 48     | 3         | 2     |
| 2    | Jackie Stewart       | 15  | Reino Unido   | 36     | 3         |       |
| 3    | Denny Hulme          | 1   | Nueva Zelanda | 33     | 2         |       |
| 4    | Jacky Ickx           | 7   | Bélgica       | 27     | 1         | 1     |
| 5    | Bruce McLaren        | 2   | Nueva Zelanda | 22     | 1         |       |
| 6    | Pedro Rodríguez      | 8   | México        | 18     |           |       |
| 7    | Jo Siffert           | 16  | Suiza         | 12     | 1         | 1     |
| 8    | John Surtees         | 5   | Reino Unido   | 12     |           | 1     |
| 9    | Jean Pierre Beltoise | 21  | Francia       | 11     |           |       |
| 10   | Chris Amon           | 6   | Nueva Zelanda | 10     |           | 3     |
| 11   | Jim Clark            | 4   | Reino Unido   | 9      | 1         | 1     |
| 12   | Jochen Rindt         | 4   | Austria       | 8      |           | 2     |
| 13   | Johnny Servoz-Gavin  | 23  | Francia       | 6      |           |       |
| 14   | Richard Attwood      | 11  | Reino Unido   | 6      |           |       |
| 15   | Jackie Oliver        | 11  | Reino Unido   | 6      |           |       |
| 16   | Ludovico Scarfiotti  | 6   | Italia        | 6      |           |       |
| 17   | Lucien Bianchi       | 19  | Bélgica       | 5      |           |       |
| 18   | Vic Elford           | 18  | Reino Unido   | 5      |           |       |
| 19   | Piers Courage        | 22  | Reino Unido   | 4      |           |       |
| 20   | Brian Redman         | 16  | Reino Unido   | 4      |           |       |
| 21   | Jo Bonnier           | 17  | Suecia        | 3      |           |       |
| 22   | Dan Gurney           | 14  | EE. UU.       | 3      |           |       |
| 23   | Jack Brabham         | 3   | Australia     | 2      |           |       |
| 24   | Silvio Moser         | 19  | Suiza         | 2      |           |       |
| 25   | Andrea de Adamich    | 10  | Italia        |        |           |       |
| NC   | Jackie Pretorius     | 23  | Sudáfrica     |        |           |       |
| NC   | Robin Widdows        | 16  | Reino Unido   |        |           |       |
| NC   | Basil van Rooyen     | 25  | Sudáfrica     |        |           |       |
| NC   | Sam Tingle           | 18  | Zimbabue      |        |           |       |
| NC   | Bill Brack           | 27  | Canadá        |        |           |       |
| NC   | Bobby Unser          | 9   | EE. UU.       |        |           |       |
| NC   | Moises Solana        | 12  | México        |        |           |       |
| NC   | Mike Spence          | 12  | Reino Unido   |        |           |       |
| NC   | Henri Pescarolo      | 9   | Francia       |        |           |       |
| NC   | Kurt Ahrens          | 17  | Alemania      |        |           |       |
| NC   | Dave Charlton        | 22  | Sudáfrica     |        |           |       |
| NC   | David Hobbs          | 15  | Reino Unido   |        |           |       |
| NC   | John Love            | 17  | Rodesia       |        |           |       |
| NC   | Derek Bell           | 7   | Reino Unido   |        |           |       |
| NC   | Frank Gardner        | 28  | Australia     |        |           |       |
| NC   | Mario Andretti       | 12  | EE. UU.       |        |           | 1     |
| NC   | Hubert Hahne         | 18  | Alemania      |        |           |       |

### Campeonato de Constructores
| Pos. | Constructor     | RSA | ESP | MON | BEL | NED | FRA | GBR | GER | ITA | CAN | USA | MEX | Puntos |
| ---- | --------------- | --- | --- | --- | --- | --- | --- | --- | --- | --- | --- | --- | --- | ------ |
| 1    | Lotus-Ford      | 1   | 1   | 1   | 5   | 9   | 11  | 1   | 2   | Ret | 4   | 2   | 1   | 62     |
| 2    | McLaren-Ford    |     | 2   | 5   | 1   | Ret | 5   | 4   | 7   | 1   | 1   | 4   | 2   | 49     |
| 3    | Matra-Ford      | 6   | 5   | Ret | 4   | 1   | 3   | 6   | 1   | 2   | 6   | 1   | 7   | 45     |
| 4    | Ferrari         | 4   | Ret |     | 3   | 4   | 1   | 2   | 4   | 3   | Ret | Ret | Ret | 32     |
| 5    | BRM             | Ret | Ret | 2   | 2   | 3   | 6   | 8   | 6   | 4   | 3   | Ret | 4   | 28     |
| 6    | Honda           | 8   | Ret | Ret | Ret | Ret | 2   | 5   | Ret | Ret | Ret | 3   | 5   | 14     |
| 7    | Cooper-BRM      |     | 3   | 3   | 6   | Ret | 4   | Ret | Ret | Ret | 5   | NC  | 8   | 14     |
| 8    | Brabham-Repco   | 3   | Ret | Ret | Ret | 5   | Ret | Ret | 3   | Ret | Ret | Ret | 10  | 10     |
| 9    | Matra           |     |     | Ret | 8   | 2   | 9   | Ret | Ret | 5   | Ret | Ret | 9   | 8      |
| 10   | McLaren-BRM     | 5   | WD  | DNQ | Ret | 8   |     | Ret | WD  | 6   | Ret | NC  | DNS | 3      |
| NC   | Cooper-Maserati | 7   |     |     |     |     |     | WD  |     |     |     |     |     | 0      |
| NC   | Eagle-Weslake   | Ret |     | Ret | WD  |     | WD  | Ret | 9   | Ret |     |     |     | 0      |
| NC   | Lola-BMW        |     |     |     |     |     |     |     | 10  |     |     |     |     | 0      |
| NC   | Brabham-Climax  | NC  |     |     |     |     |     |     |     |     |     |     |     | 0      |
| NC   | LDS-Repco       | Ret |     |     |     |     |     |     |     |     |     |     |     | 0      |
| NC   | Cooper-Climax   | Ret |     |     |     |     |     |     |     |     |     |     |     | 0      |
| NC   | Eagle-Climax    |     |     |     |     |     |     |     |     |     | DNS |     |     | 0      |
| Pos. | Constructor     | RSA | ESP | MON | BEL | NED | FRA | GBR | GER | ITA | CAN | USA | MEX | Puntos |

| Color      | Resultado                          |
| ---------- | ---------------------------------- |
| Oro        | Ganador                            |
| Plata      | 2.º puesto                         |
| Bronce     | 3.er puesto                        |
| Verde      | Finalizó en los puntos             |
| Azul       | Finalizó sin puntos                |
| Azul       | NC - No clasificado                |
| Violeta    | Ret - No terminó                   |
| Rojo       | DNQ - No se clasificó              |
| Rojo       | DNPQ - No se preclasificó          |
| Negro      | DSQ - Descalificado                |
| Blanco     | DNS - No empezó                    |
| Blanco     | WD - Retirado                      |
| Blanco     | C - Carrera cancelada              |
| Azul claro | TD - Entrenamientos libres (2003-) |
| Sin color  | DNP - Inscrito, pero no participó  |
| Sin color  | INJ - Inscrito, pero lesionado     |
| Sin color  | EX - Excluido                      |

| Estado  | Resultado                                                                             |
| ------- | ------------------------------------------------------------------------------------- |
| Negrita | Pole position                                                                         |
| Cursiva | Vuelta rápida                                                                         |
| 1-8     | Posiciones puntuables de clasificación sprint (2021-)                                 |
| †       | No acabó el Gran Premio, pero fue clasificado ya que completó el porcentaje necesario |
| ‡       | Monoplaza compartido                                                                  |
| ~       | Se otorgó la mitad de puntos ya que no se cumplió con el 75% de la carrera            |
| ≠       | No obtuvo puntos ya que era piloto invitado                                           |
| F2      | Inscrito para carrera de Fórmula 2, no sumaba puntos                                  |

## Carreras fuera del campeonato
En 1968 se realizaron tres carreras de Fórmula 1 no puntuables para el campeonato mundial.
| Carrera                   | Circuito     | Fecha        | Piloto ganador | Constructor ganador | Resultados |
| ------------------------- | ------------ | ------------ | -------------- | ------------------- | ---------- |
| Carrera de Campeones      | Brands Hatch | 17 de marzo  | Bruce McLaren  | McLaren-Cosworth    | Resultados |
| BRDC International Trophy | Silverstone  | 27 de abril  | Denny Hulme    | McLaren-Cosworth    | Resultados |
| International Gold Cup    | Oulton Park  | 17 de agosto | Jackie Stewart | Matra-Cosworth      | Resultados |